# 人民法院十大刑事案件
人民法院十大刑事案件每年由《人民法院报》编辑部评选。入选标准是中華人民共和國“具有重大社会影响力、公众关注度高、案情疑难复杂、审理难度大，或是审判结果具有重大突破或借鉴作用的刑事案件。”2020年后，不再评选十大刑事案件，转为评选包括刑事、民事、行政案件在内的人民法院十大案件。

## 2014年[1]
- 内蒙古呼格吉勒图再审案
- 昆明“3·01”严重暴恐案
- 招远涉邪教故意杀人案
- 原铁道部运输局局长张曙光受贿案
- 福建终审宣判念斌无罪案
- 首起在华外国人非法获取公民个人信息案
- 刘汉、刘维黑社会性质组织案
- “秦火火” 诽谤、寻衅滋事案
- 浙江温岭杀医案
- 贺江水污染系列案首案。

## 2015年
- 广西特大跨国拐卖婴幼儿案
- 北京口碑公司非法经营案
- 腾格里沙漠污染案
- 周永康被判处无期徒刑案
- 湘潭大学研究生曾爱云涉嫌故意杀人案
- 上海浦东宣判全国首例流量劫持刑事案
- 南京虐童案
- 青岛中石化输油管道泄漏爆炸事故案
- 复旦投毒案
- 最高法院改判马乐“最大老鼠仓”案。

## 2016年
- 聂树斌故意杀人、强奸妇女再审案
- 令计划受贿、非法获取国家秘密、滥用职权案
- 白恩培受贿、巨额财产来源不明案
- 快播公司传播淫秽物品牟利案
- 周世锋胡石根翟岩民勾洪国颠覆国家政权案
- 天津港“8·12”特大火灾爆炸事故系列案
- 贾敬龙故意杀人案
- 福喜公司食品案
- 单县高考志愿篡改案
- 全国最大网络贩卖野生动物案。

## 2017年[2]
- 于欢故意伤害案
- 徐玉玉被电信诈骗案
- 内蒙古农民收购玉米案
- 赵春华涉枪案
- 卢荣新无罪释放案
- 任润厚受贿贪污巨额财产来源不明违法所得申请案
- “e租宝”非法集资案
- 山东非法疫苗案
- 组织刷单入刑第一案
- 彭宇华李明哲颠覆国家政权案。

## 2018年[3]
- 张文中再审改判无罪案
- 杭州保姆纵火案
- 孙政才受贿案
- 深圳鹦鹉案
- 赵志勇等性侵女童案
- 上海携程亲子园虐童案
- 全国首例套路贷涉黑案、北京特大跨国电信诈骗案
- 山西闻喜“盗墓黑帮”案
- 金哲红再审改判无罪案。

## 2019年[4]
- 孙小果系列案
- 张扣扣故意杀人案
- 顾雏军等人再审案
- 湖南新晃“操场埋尸”案
- 艾文礼受贿案
- 浙江乐清滴滴顺风车司机杀人案
- 上海首例高空抛物危害公共安全案
- “善心汇”传销案
- “殴打20年前班主任”案
- 全国首例“爬虫”技术侵入计算机系统犯罪案

## 参看
- 推动法治进程十大案件